# エリアス・ハウ
エリアス・ハウ（Elias Howe、1819年7月9日 - 1867年10月3日）はアメリカ合衆国の発明家で、ミシンの開発で知られている。

## 生い立ちと家族
1819年7月9日、マサチューセッツ州スペンサーにてエリアス・ハウ・シニア博士とポリー・ハウ（旧姓ビーミス）の間に生まれる。
マサチューセッツ州で育ち、1835年ローウェルの織物工場に就職。1837年恐慌で工場が閉鎖されたため、ケンブリッジでいとこのナサニエル・バンクスと共に梳綿機を作る機械工に弟子入りした。1838年には、同じくケンブリッジでクロノメーターなどの高精度な機器を作っていたアリ・デービスという親方の店に弟子入りした。ハウがミシンのアイデアを思いついたのは、デービスの下で働いていたころである。
1841年3月3日、ケンブリッジにてサイモン・エイムズとジェーン・B・エイムズの娘エリザベス・ジェニングス・エイムズと結婚。3人の子、ジェーン・ロビンソン・ハウ、サイモン・エイムズ・ハウ、ジュリア・マリア・ハウをもうけた。

## ミシンの発明と経歴

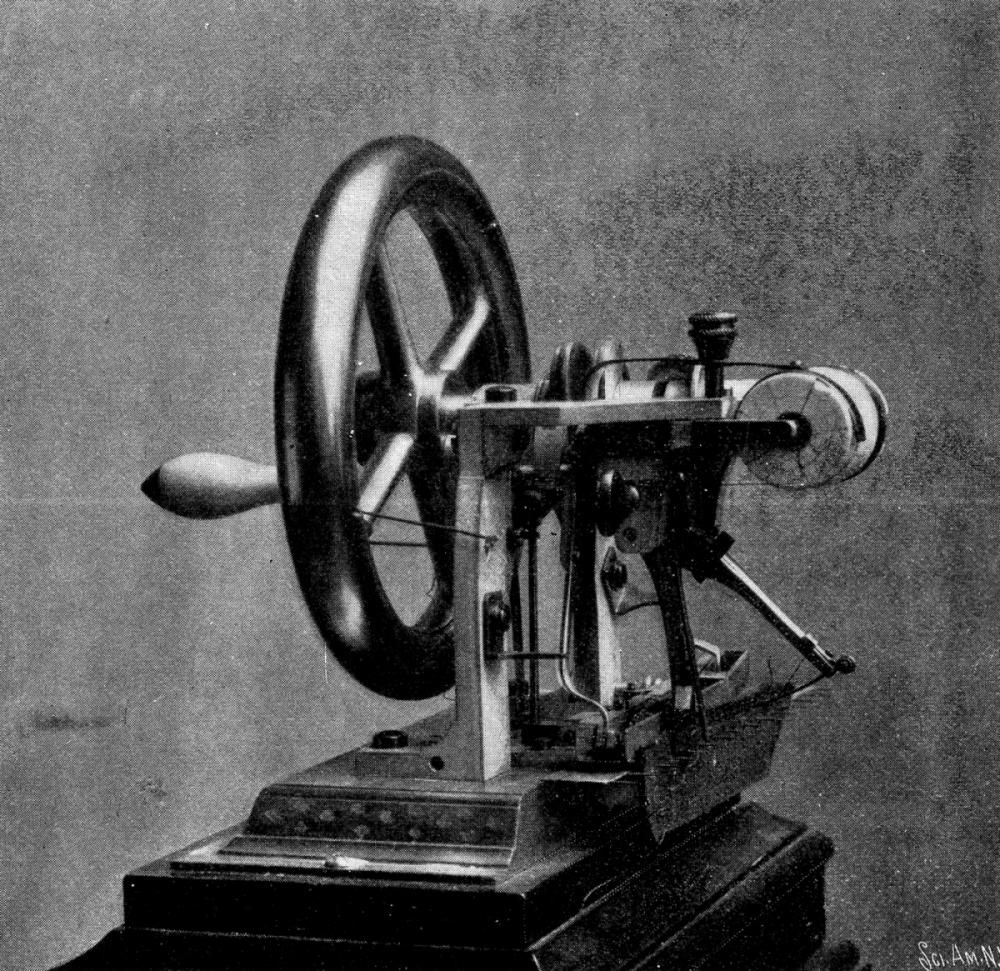
ハウのミシン（1846年9月10日）

一般に信じられているのとは異なり、ハウはミシンのアイデアを最初に思いついた人物ではない。多くの人々がそれ以前にそのような機械のアイデアを考案しており、中には1790年に発明した者もいるし、特許を取り実動する機械を生産した者もいて、80台以上生産した例もある。しかしハウの設計はそれまでのものより大幅に改良されており、1846年9月10日にアメリカ合衆国で二重縫い（本縫い、ミシン縫い）設計のミシンの特許（アメリカ合衆国特許第 4,750号）を取得した。そのミシンには現代のミシンとも共通する3つの基本的特徴を備えていた。
- 先端に穴のある針を使用している。
- 布の下にボビンがあって、二重縫いを可能にしている。
- 自動的に布を送る機構がある。

針の先端に糸を通す穴を設けるというアイデアをどうして思いついたのかという逸話は、母方の家系の記録にある。ある日、ハウは野蛮な見知らぬ国の王のためにミシンを作らされる夢を見た。王は彼に24時間の猶予を与え、それまでにミシンを作って縫い終わらないと処刑されるのである。ハウはがんばってミシンを作ろうとしたが完成できず、連行される。そのとき、兵士たちが持っている槍の穂先に穴が空いていた。これだ、と気付いたとき目が覚めたという。朝の4時だった。彼は急いで先端に穴のある針を作り、それ以降は順調に設計が進んだという。
特許は取得したが、ハウはアメリカで出資者を見つけられず、兄アマサ・ビーミス・ハウが1846年10月にイングランドに行き出資者を捜した。アマサはロンドンでコルセットや傘や鞄を製造する工場を経営するウィリアム・トーマスに250ポンドでミシン1号機を売った。1848年、ハウとその家族はロンドンでアマサに合流したがトーマスとの仕事はうまくいかず、ハウの妻が病気になったため、ハウはほぼ無一文でアメリカに戻った。
その後もミシンを売る努力を続けていると、他の起業家がミシンの製造を開始した。ウォルター・ハントの協力を得たアイザック・メリット・シンガーがハウのミシンの複製を完成させ、二重縫い方式のミシンを販売しはじめたのである。ハウは特許権を守るために訴えを起こし、1849年から1854年まで法廷で争った。ハウはこの裁判に勝ち、シンガーや他のミシン会社から高額なロイヤルティーを得た。
そうして得た金銭の大部分を南北戦争中の北軍に装備品として寄付している。1862年8月14日から1865年7月19日には兵士として戦った。

## 線ファスナーの発明への関与
1851年、"Automatic, Continuous Clothing Closure"（自動的・継続的な衣類を閉じるもの）という特許を取得している。"closure" はファスナーの意味もある。ミシンで成功したためこちらを積極的に実用化しようとせず、発明者の栄誉を逃してしまった。

## その後

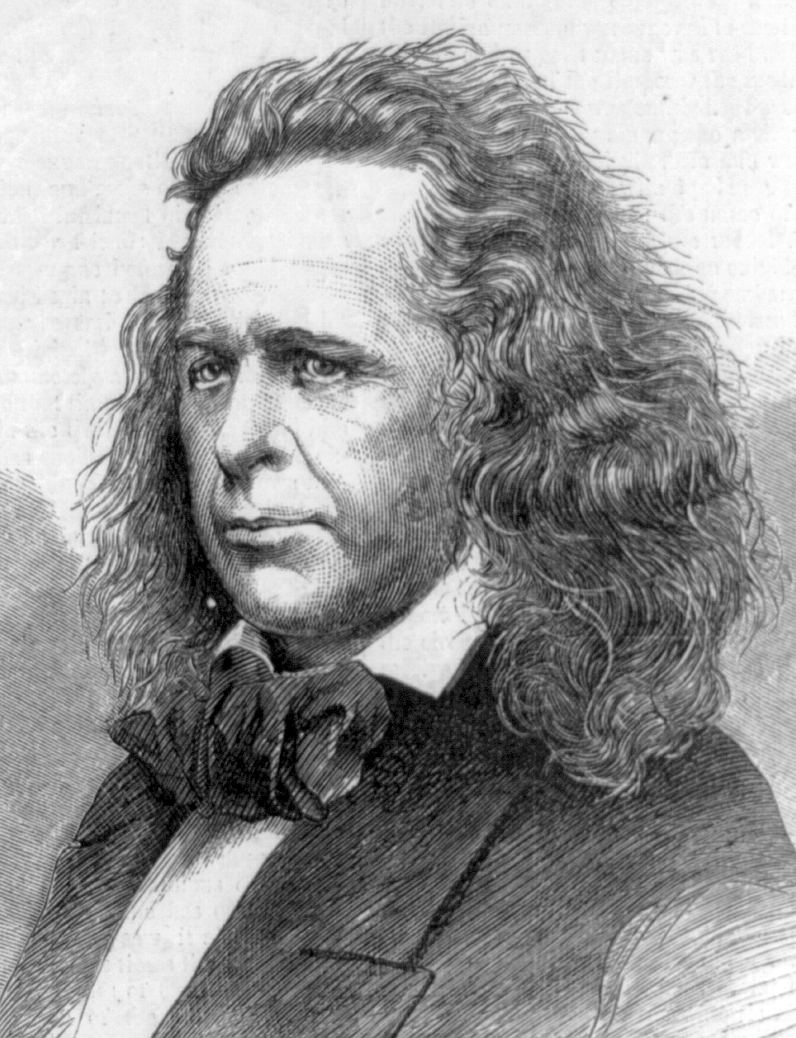
1867年の Harpers Weekly に掲載されたハウの版画

1865年、コネチカット州ブリッジポートで Howe Machine Company を創業。1867年のパリ万博にミシンを出展し、金メダルを獲得した。また同年、ナポレオン3世からミシンの発明に対してレジオンドヌール勲章を受章している。ハウが亡くなると1867年から1885年まで義理の兄弟であるストックウェル兄弟が同社を運営した。また、ハウの兄アマサがニューヨークで1867年から1870年までミシン製造会社を運営し、A.B. Howe というブランド名で販売した。
1867年10月3日、48歳で死去。晩年はシンガーと共に億万長者になっていた。ニューヨークブルックリン区の墓地に埋葬された。ザ・ビートルズの映画『ヘルプ!4人はアイドル』はハウに捧げられている。2004年、アメリカ合衆国の発明家の殿堂入りを果たした。

## 家系
ハウは、1630年にイングランドのウォリックシャーからマサチューセッツ湾植民地にやってきたジョン・ハウ (1602-1680) の直系の子孫である。ジョン・ハウはマサチューセッツ州サドベリーに入植した。また、同じくマサチューセッツ湾植民地の初期の入植者エドマンド・ライス (Edmund Rice) の子孫でもある。